# روس غرينوود (صحفي)
روس غرينوود (بالإنجليزية: Ross Greenwood)‏ هو صحفي أسترالي، ولد في 1969.